# Арсеније Кападокијски
Арсеније Кападокијски (грч. Αρσένιος Καππαδόκης 1840. — 1924) је православни светитељ 20. века, учитељ светог Пајсија Светогорца.

## Биографија
Рођен је 1840. у селу Тарас у Кападокији. Крштено име му је било Теодор. Завршио је богословску школу у граду Смирни (Измир). У 26-тој години се замонашио у манастиру Светог Јована Крститеља у Кесарији.
Године 1870. добија чин архимандрита. Патријарси цариградски и јерусалимски су му нудили епископски чин, али је он то одбио. Пристао је да служи као егзарх Храма Гроба Господњег у Јерусалиму, и тамо помаже ходочаснике који дођу на хаџилук у Свету земљу.
Године 1924. малоазијски Грци су били приморани да се преселе у Грчку, па је и свети Арсеније крену са својим вернивима на пут. Умро 40 дана након што је брод пристао на острву Крф.